# فاكوندو إسبيندولا
فاكوندو إسبيندولا (بالإسبانية: Facundo Espíndola)‏ هو لاعب كرة قدم أرجنتيني، ولد في 26 ديسمبر 1992 في الأرجنتين، وتوفي في 22 يوليو 2018 في مدينة هرلينغام، بوينس آيرس في الأرجنتين. لعب مع نادي ألماجرو.